# Darco
Darco, né en 1968 à Bielefeld en Allemagne, est un artiste graffeur allemand installé en France.

## Biographie

### Jeunesse et débuts

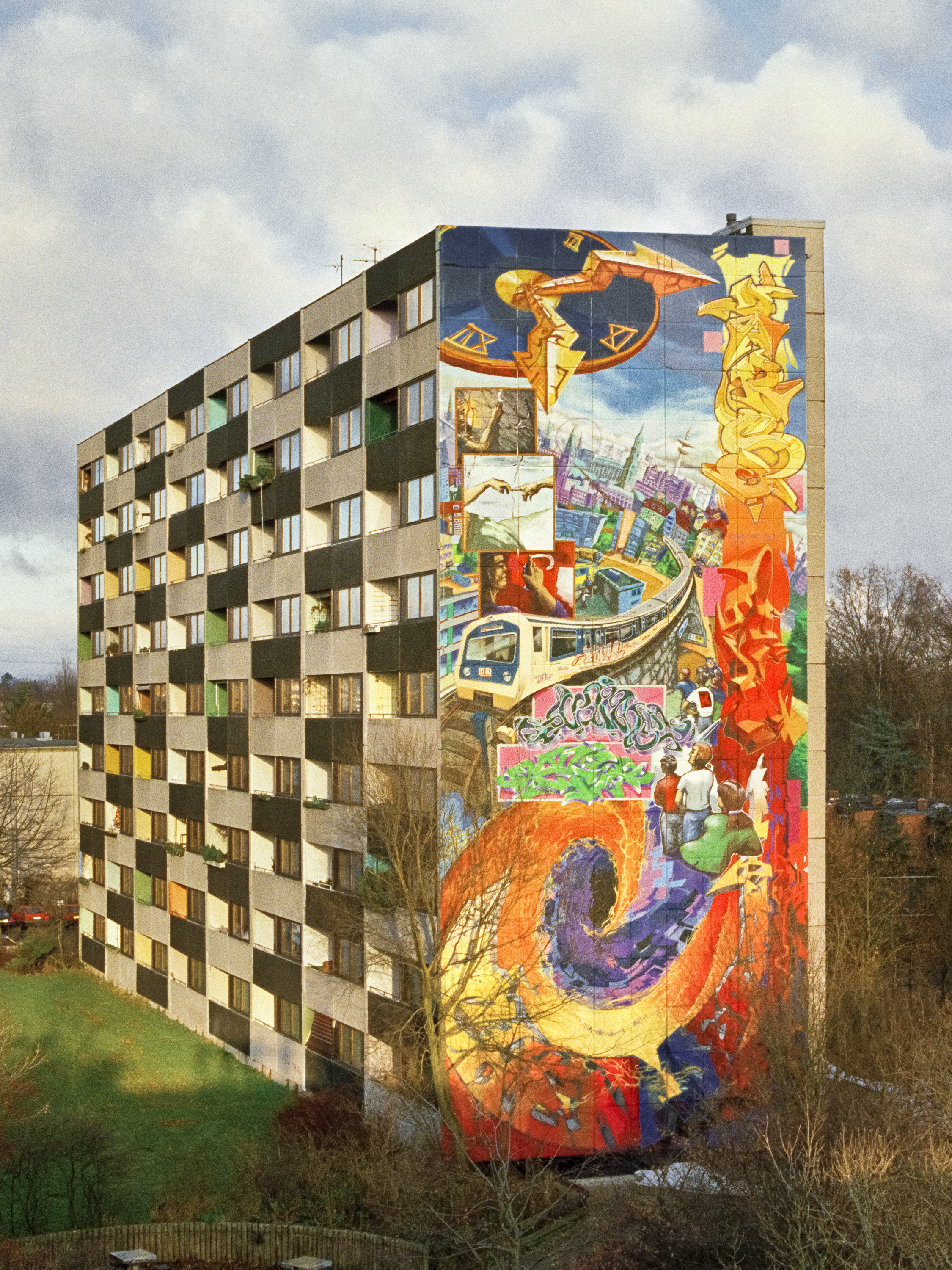
Zeichen der Zeit, en 1995 à Hambourg.

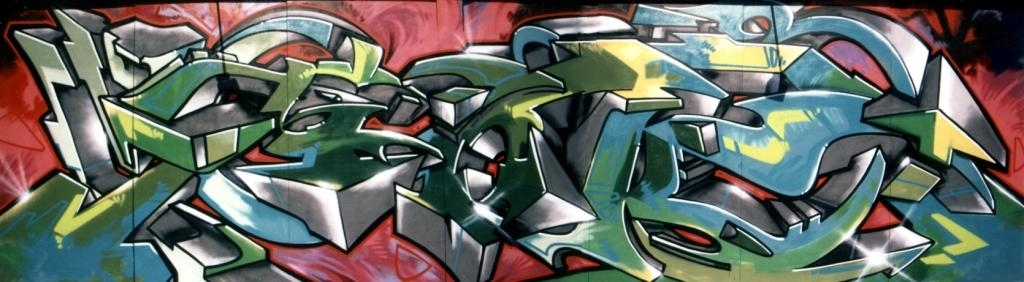
GMAC, en 1996 à Boulogne-Billancourt.

Darco est né en 1968 à Bielefeld, il vit en France depuis 1976 et c'est là qu'il découvre la peinture murale à la bombe aérosol en 1982. Il se fait connaître par son style apparenté à la "3D" qui a influencé les nouvelles générations de graffeurs. Spécialisé en lettrages tout en gardant le côté graphique des contours (outline). Il travaille particulièrement les perspectives ainsi que le dynamisme des formes et des couleurs.

### FBI
Il est le cofondateur du groupe FBI (Fabulous Bomb Inability) créé en 1985 qui réunit des graffeurs de nombreuses nationalités. Ce groupe a acquis une notoriété dans le milieu spécialisé du graffiti, puis s'est fait remarquer par le grand public par son originalité stylistique et ses thèmes, ainsi que par la grandeur de ses réalisations qui les fait entrer dans le livre Guinness des records en 1996.

### Rôle en Europe
Painting in the Bronx, réalisé dans le Bronx à New York en 1987, est une des fresques les plus importantes de Darco. C'est l'une des premières fois que des européens (Darco, Chintz et Loomit (de)) réalisent des œuvres en collaboration avec des américains (Seen et Zoom) dans le domaine du graffiti.
Personnalité du monde du graffiti, Darco a été l’un des premiers européens à revendiquer et à assumer un statut d’artiste auteur. Ce statut acquis en 1992, lui permet de se professionnaliser et de se consacrer à sa recherche artistique. Il intègre les groupes UA (États-Unis) en 1987 et TFC (Australie) en 1995. Auteur de plusieurs réalisations en multimédia, il pratique également la direction artistique de projets.

### Affaire de la SNCF
À la suite d'une plainte de la SNCF, la justice condamne Darco en 1989 pour avoir fait des graffitis le long des voies ferrées. Ce procès fait jurisprudence en la matière, car désormais des personnes ayant peint sur un même support ne sont pas systématiquement considérées comme une bande organisée. La répercussion médiatique de cette affaire a indirectement contribué à faire connaître le mouvement graffiti en France, mais aussi à l'étranger.
En 1994, la SNCF passe commande à Darco pour la réalisation de deux fresques à la gare du Nord de Paris. Il réalise les Fresques de la Gare du Nord en constituant une équipe internationale de graffeurs ,,.
- Paris 900 mètres : Cette fresque à une dimension de 50 mètres sur 5 mètres.
- Gare du Nord : Cette fresque à une dimension de 90 mètres sur 4 mètres.

### Années 1990
En 1991, Darco collabore avec Jean-Jacques Beineix en tant que conseiller artistique pour le film IP5 et double Olivier Martinez.
À la suite de la projection de IP5 en Allemagne, L. Knode contacte Darco pour un projet de mur peint dans le quartier de Lohbrügge à Hambourg. Zeichen der Zeit (1995) est une fresque importante de l'histoire du graffiti. Elle mesure 30 mètres de haut sur 11 mètres de large. Darco demande à DAIM, se trouvant sur place, de l'aider à organiser le projet qui allait être cité dans le livre Guinness des records en 1995 en tant que graffiti le plus haut jamais réalisé. Elle fut réalisée par Darco, Loomit (de), DAIM, Hesh, Daddy Cool, Ohne et Vaine.

### Années 2000

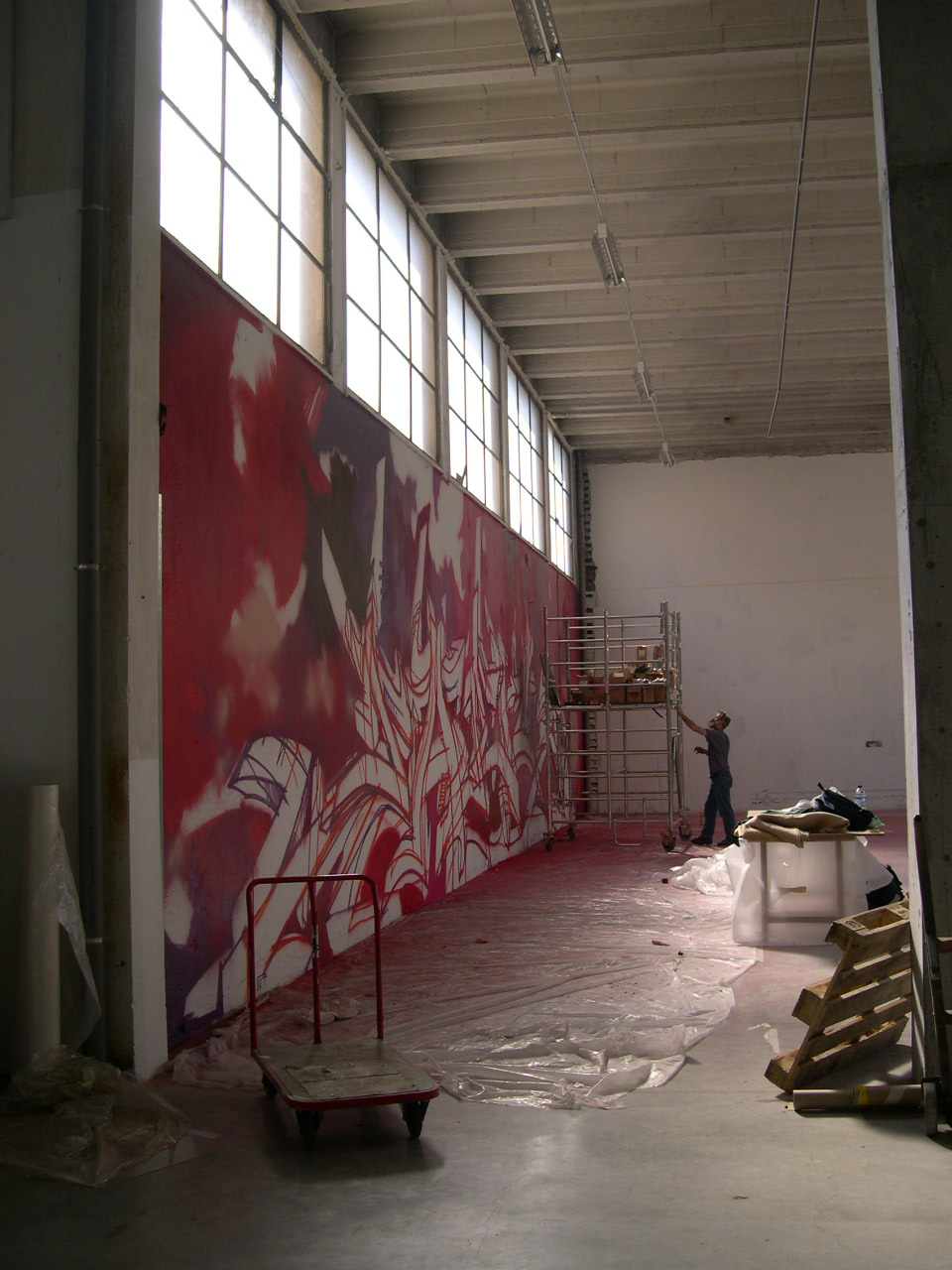
Darco au Palais de Tokyo, pour l'ouverture du festival d'automne en 2003.

En 2000 la société Loxam passe commande de la réalisation d'une fresque de 180 m2 à Darco : La Fresque Loxam,. Elle se situait le long du périphérique parisien à Porte d'Asnières. La construction du tribunal de grande instance a mené à la destruction de l'œuvre.

### Années 2010
Au mois de janvier 2012, à la demande de la maison Hermès, Darco part décorer les vitrines de son magasin à Dubaï, au sein du Dubai Mall,,.
Clarins a aussi fait appel à lui pour customiser le flacon de L'Eau Dynamisante à l'occasion des 25 ans du produit-phare de la marque.

## Style
Son travail dans le fond comme dans la forme est très rigoureux. Darco est l’un des artistes qui contribue le plus activement à la pérennité du genre pictural qu’est le Graffiti. Il est invité régulièrement à l'étranger. Sa recherche de style est permanente, il s'intéresse notamment aux cultures asiatiques et arabes afin de s’imprégner de leurs calligraphies. Artiste référent, son expertise a déjà été requise par le Musée national des Arts et Traditions populaires (RMN).

## Reconnaissance
- "Virtuose du wildstyle, il est capable d’intégrer cette énergie dans le contexte et la fonction de l’œuvre, que ce soit sur un mur, une enseigne ou un bus. Lui et sa génération d’artistes ont fait beaucoup pour la renaissance de l’art public."

Henry Chalfant (New York)
- "En voyage à Paris en 1985, faisant des recherches pour Spraycan Art, j’ai découvert un writer qui vivait en banlieue, auteur de grandes œuvres murales audacieuses et extrêmement bien exécutées. Suivant sa carrière naissante - car nous sommes restés en contact depuis plus de 20 ans - j’ai observé le chemin de Darco (FBI) vers la maturité ; ses nombreuses images sont admirées à travers le monde par des milliers d’amateurs d’art sur internet et dans des expositions en France, Italie, Belgique, Allemagne, Afrique, Australie, États-Unis et Canada. Un chemin remarquable que celui qui mène l’autodidacte de la bombe aérosol à devenir un artiste-peintre respecté dont l’œuvre orne les murs des musées et des galeries aussi bien que le musée des rues."

James Prigoff (San Francisco)
- "Seuls quelques membres du mouvement international du graffiti writing disposent d’un style personnel. Un style que l’on peut, au premier coup d’œil, attribuer à son auteur cela tient aussi au fait que les writers - des pionniers comme Darco, par exemple - n’avaient que peu de sources d’inspirations et ont dû suivre leur propre chemin pour trouver leur griffe personnelle. L’art et la manière dont quelqu’un réalise ses lettres reflètent toujours fortement sa personnalité et son caractère... il transpose ses lettrages d’une manière très puissante qui lui ressemble. L’équilibre dans ses compositions typographiques est avant tout remarquable parce qu’il sait comme personne tourner ses lettres de telle sorte qu’elle font sens du point de vue de la perspective tout en gardant les outlines nettes et précises qui donnent vie au mouvement."

Dare (Suisse)

## Expositions (sélection)

### Années 1990
| - 1991 : exposition au centre national d'art et de culture Georges-Pompidou - Paris (France). - 1993 : exposition au centre culturel Sidney-Bechet avec Chris Delaporte - Garches (France). - 1997 : exposition au centre culturel Léopold - Bourg-Léopold (Belgique). |

### Années 2000
| - 2000 : Exposition collective Area 101 - Adélaïde (Australie) - 2000 : Exposition collective Totem - Perth (Australie) - 2000 : Exposition collective Urban Discipline et réalisation d’une fresque collective - Hambourg (Allemagne) - 2002 : Direction artistique d’un mur peint de 200 m2 pour Groundwork Morden - Londres (Grande-Bretagne) - 2003 : Fresque au Palais de Tokyo pour l'ouverture du festival d'automne - Paris (France) - 2004 : Exposition collective "Constructions Urbaines" Paris et Bruxelles, Taxie Gallery - Paris (France) - 2006 : Exposition personnelle à la Wooden Shadow Gallery - Melbourne (Australie) - 2007 : Exposition personnelle à la Melt Gallery - Sydney (Australie) - 2007 : Exposition personnelle à la Carhartt Gallery - Weil-am-Rhein (Allemagne) - 2007 : Exposition permanente Galerie Onega - Paris (France) - 2008 : Exposition personnelle à la galerie Bailly Contemporain (commissaire Taxie Gallery) - Paris (France) - 2008 : Exposition collective à la galerie Bailly Contemporain (commissaire Taxie Gallery) - Paris (France) - 2009 : Exposition TAG au Grand Palais - Paris (France) - 2009 : Exposition a l’hôtel Kube avec le Studio 55 - Paris (France) |

### Années 2010
| - 2010 : Performance avec Le Portrait Statistique et Le M.U.R. de l'Art, espace des Blancs-Manteaux - Paris (France) - 2010 : Festival des Arts Urbains - Saint-Germain-en-Laye (France) - 2010 : Exposition Beyond Graffiti, Galerie Celal - Paris (France) - 2010 : Performance collective, Memorixxx, cinquième journée nationale des mémoires, Jardin du Luxembourg - Paris (France) - 2011 : Festival Rigenerarte - Ravenne (Italie) - 2011 : Fresque à la Gesamtschule - Stellingen (Allemagne) - 2011 : Projection aux Nuits Romanes de Parthenay - Parthenay (France) - 2011 : Exposition 40 ans de pressionisme - Monaco (Monaco) - 2011 : Exposition Faire le mur, Le Lieu unique - Nantes (France) - 2011 : Exposition collective Authentik, Espace Le Carré - Lille (France) - 2011 : Exposition collective Urban Art Graffiti 21 - Völklingen (Allemagne) - 2011 : Exposition collective Trains Of Fame, Galerie Oberkampf - Paris (France) - 2012 : Conférence à l'IESA - Paris (France) - 2012 : Fresque sur le terrain de football d'Ilidža - Sarajevo (Bosnie-Herzégovine) - 2012 : Festival Torch 40 years - (Allemagne) - 2012 : Intervention pour Hermès au Dubai Mall - Dubaï (Émirats) - 2012 : Performance pour Uni-ball POSCA à Starwax Party People de la Bellevilloise - Paris (France) - 2013 : Live painting chez Artcurial - Paris (France) - 2013 : Live & body painting au Palais de Tokyo pour Make Up For Ever - Paris (France) - 2013 : Fresque avec Le M.U.R. - Paris (France) - 2013 : Exposition du Projet Autograff avec le PSG chez Artcurial - Paris (France) - 2013 : Exposition personnelle In Form à la OZM Art Space Gallery - Hambourg (Allemagne) - 2014 : Exposition Expressions libres avec Jean-Marc Paul à l’Artothèque - Saint-Cloud (France) - 2014 : Exposition LETTRIX à la galerie Le Paris urbain - Paris (France) - 2014 : Art Festival Bielefeld pour les 800 ans de la ville - Bielefeld (Allemagne) - 2015 : Spray'n'Rap - Soleure (Suisse) - 2015 : Exposition personnelle D-Constructions - Saint-Germain-en-Laye (France) - 2015 : Curiosités de Noël #7 à la galerie Green Flowers Art - Boulogne-Billancourt (France) - 2015 : Urban Life in Colors, Peugeot Avenue des Champs-Élysées - Paris (France) - 2016 : Exposition personnelle Niveau Supérieur à la OZM Art Space Gallery - Hambourg (Allemagne) - 2017 : Exposition personnelle Time Will Tell à la galerie Green Flowers Art - Boulogne-Billancourt (France) - 2017 : Exposition The Brutalism Appreciation Society au Hartware Medienkunstverein (de) - Dortmund (Allemagne) - 2017 : Exposition Art in the city - Charenton-le-Pont (France) - 2017 : Exposition personnelle à l’Espace Rachi - Guy de Rothschild pour la Galerie Claude Kelman - Paris (France) - 2017 : Exposition personnelle au Superior Design Hotel East Hamburg - Hambourg (Allemagne) - 2017 : Exposition personnelle à la Maison de l'Étang - Louveciennes (France) - 2018 : Intervention totale à la OZM Art Space Gallery - Hambourg (Allemagne) - 2018 : Fresque murale dans le Superior Design Hotel East Hamburg avec OZM - Hambourg (Allemagne) |

## Publications
- Hip-Hop 360 Collector, Vincent Piolet, RMN, 2021,  (ISBN 978-2711878857), édition spéciale tirée à 1000 exemplaires paru avec une couverture inédite réalisée par Darco.
- The Hip Hop Cookbook, Cutmaster GB From here to fame, 2012  (ISBN 978-3-937946-38-2)
- Une esthétique urbaine, Claire Calogirou, L’Œil d’Horus éditions 2012  (ISBN 978-2-350810188)
- Graffiti une histoire en images, Bernard Fontaine Eyrolles, 2011  (ISBN 978-221213258-8), résumé
- OTR Zebster, On the Run, 2011  (ISBN 978-3-937946-33-7) (ISBN 978-3-937946-34-4)
- 1000 grafitis y obras de arte urbano, Cristian Campos, Maomao publications, 2010  (ISBN 978-84-96805-71-2)
- Paris City, Comer, Patron, Ross Da Real, 2009
- Le TAG au Grand Palais, A. D. Gallizia, 2009
- Mural Art, Carpé Diem, 2008  (ISBN 9783939566229)
- Toys from the Underground, Wasted Talent / Album Comics, 2007
- After Eight8 Still Rolling, Huet, Le Floc’h, Colors Zoo, 2006
- Darco Code Art, Wasted Talent #3, 2006  (ISBN 2-35081-002-X)
- Blackbook, Woshe, préface de Darco, 2005  (ISBN 2862274615)
- Broken Windows Graffiti NYC, Ginkgo Press, inc, 2002  (ISBN 1584230789)
- Urban Discipline - Graffiti Art 2000, Getting up / Maximum Hip Hop, 2001  (ISBN 3000079602)
- Kapital, Alternatives, 2000  (ISBN 2862272574)
- Urban Discipline - Graffiti Art 2000, Getting up / Maximum Hip Hop, 2000  (ISBN 3000061541)
- Du Tag au Tag, Epi/DDB, 2000
- Graffiti Art #11 Writing in München, Schwarzkopf & Schwarzkopf  (ISBN 3896023438)
- Graffiti Art #9 Writing in München, Schwarzkopf & Schwarzkopf, 1998  (ISBN 3896021613)
- Graffiti Art #3 Writing in München, Schwarzkopf & Schwarzkopf  (ISBN 3896020455)
- Graffiti Art Deutschland-Germany, Schwarzkopf & Schwarzkopf  (ISBN 3929139588)
- Backjumps - Sketch book, 1996
- Theorie des style, M. Saupe & Co GmbH. München, 1996
- Graffiti Lexicon, Bernhard van Treeck, Édition Aragon, 1993  (ISBN 392469088X)
- Paris, art libre dans la ville, Herscher, 19891  (ISBN 273350195X)
- Paris Tonkar, Tarek Ben Yakhlef & Sylvain Doriath, éditions Florent Massot 1991 ; (seconde édition, 1992)  (ISBN 2-908382-09-1) (BNF 35484352) (OCLC 49148974)
- Spraycan Art, Henry Chalfant & James Prigoff, Thames and Hudson, 1987  (ISBN 050027469X)